# Josep Sanabre

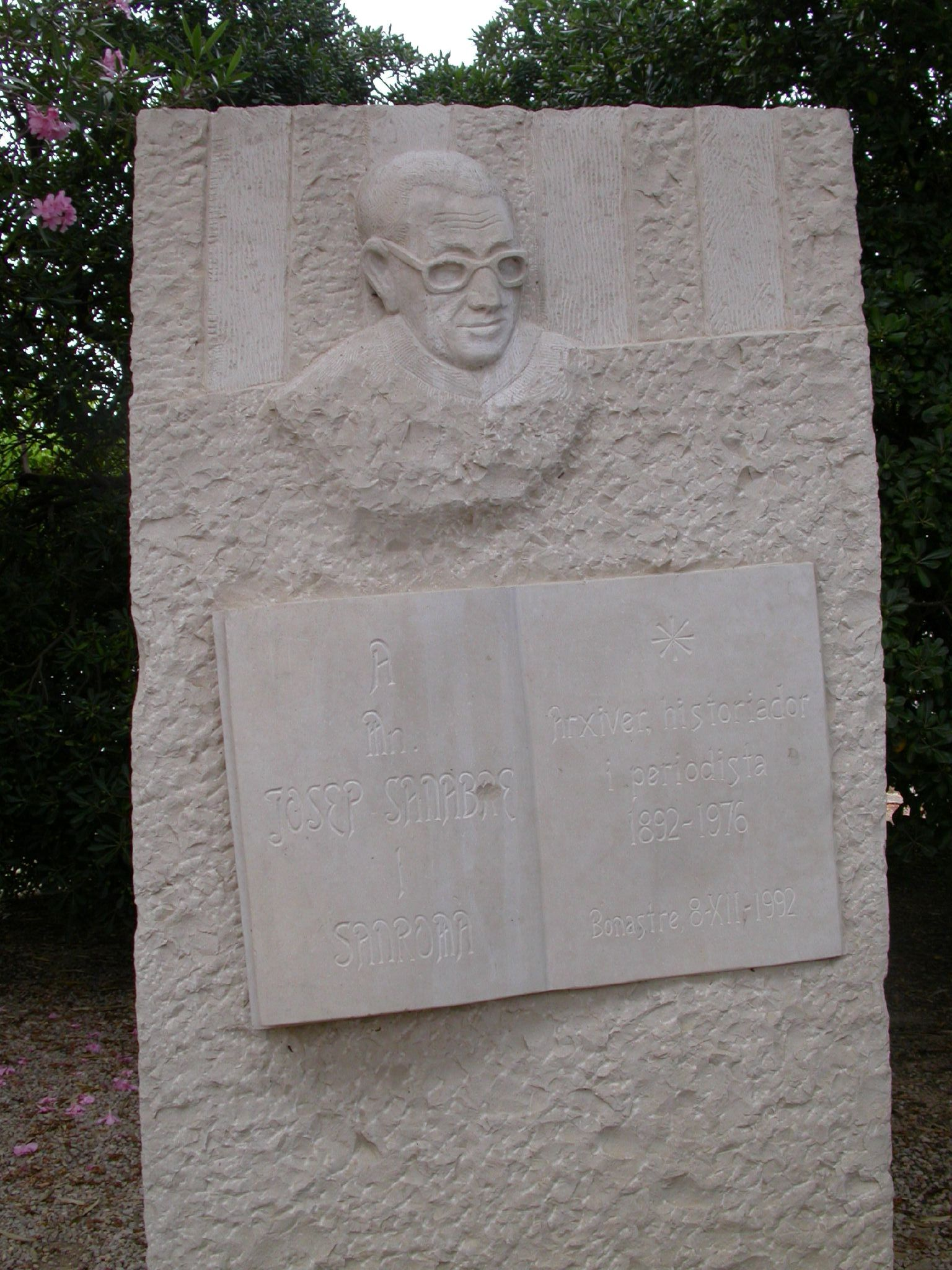
Estela conmemorativa en Bonastre.

Josep Sanabre Sanromá (Bonastre, Tarragona, 10 de noviembre de 1892 - Barcelona, 18 de abril de 1976) fue un historiador español.
A los nueve años de edad ingresó en el Seminario de Barcelona, donde cursaría la carrera eclesiástica. De estudiante se siente atraído por el catalanismo, sobre todo después de la lectura de La Tradició Catalana de Torras y Bages. Es ordenado sacerdote en 1915. Después se trasladó a Roma para realizar estudios de archivística en el Instituto Paleográfico del Vaticano. En 1927 el obispo de Barcelona, Josep Miralles, le encargó la organización del archivo diocesano, labor a la que se dedicará hasta 1972. Su primer libro, Los Sinodos Diocesanos de Barcelona, apareció en 1930. En 1934 publicó la primera Guia de l'Arxiu Diocesà de Barcelona, premiada por la Generalidad.
Durante el periodo 1933-35 vuelve a Roma, donde estudió los fondos del archivo Vaticano (Nunciatura Española), con preferencia a los relativos a Cataluña. Investiga en especial la Guerra de los Segadores entre otras cuestiones, pero gran parte de esta documentación se perdería en 1936, con ocasión de la guerra civil. En 1935 visitó la Biblioteca Nacional de París. Durante la guerra civil participó activamente en la reorganización clandestina del culto religioso. En su Diari de la guerra, obra póstuma, publicada por Joan Galtés, habla de ese tiempo. Además colaboró con algunas publicaciones, como El Matí, La Veu de Catalunya, La Vanguardia, Resenya Eclesiàstica de Catalunya y Catalunya Social.
Dentro de su obra destaca "El Tractat dels Pirineus i els seus antecedents", La acción de Francia en Cataluña, 1640-1659, la Guia de l'Arxiu Diocesà de Barcelona, El Archivo Diocesano de Barcelona y Martirologia de la Iglesia en la Diócesis de Barcelona durante la persecución religiosa 1936-39.
Después de su fallecimiento se creó la Fundació Mossèn Josep Sanabre.